# Paula Vicente
Paula Vicente, född 1519, död 1576, var en portugisisk musiker och pjäsförfattare.
Hon var anställd som hovdam hos Maria av Portugal (1521–1577). Hon uppträdde som sångare och aktör i sin fars teaterpjäser, och var själv verksam som pjäsförfattare. 